# مكابح اليد

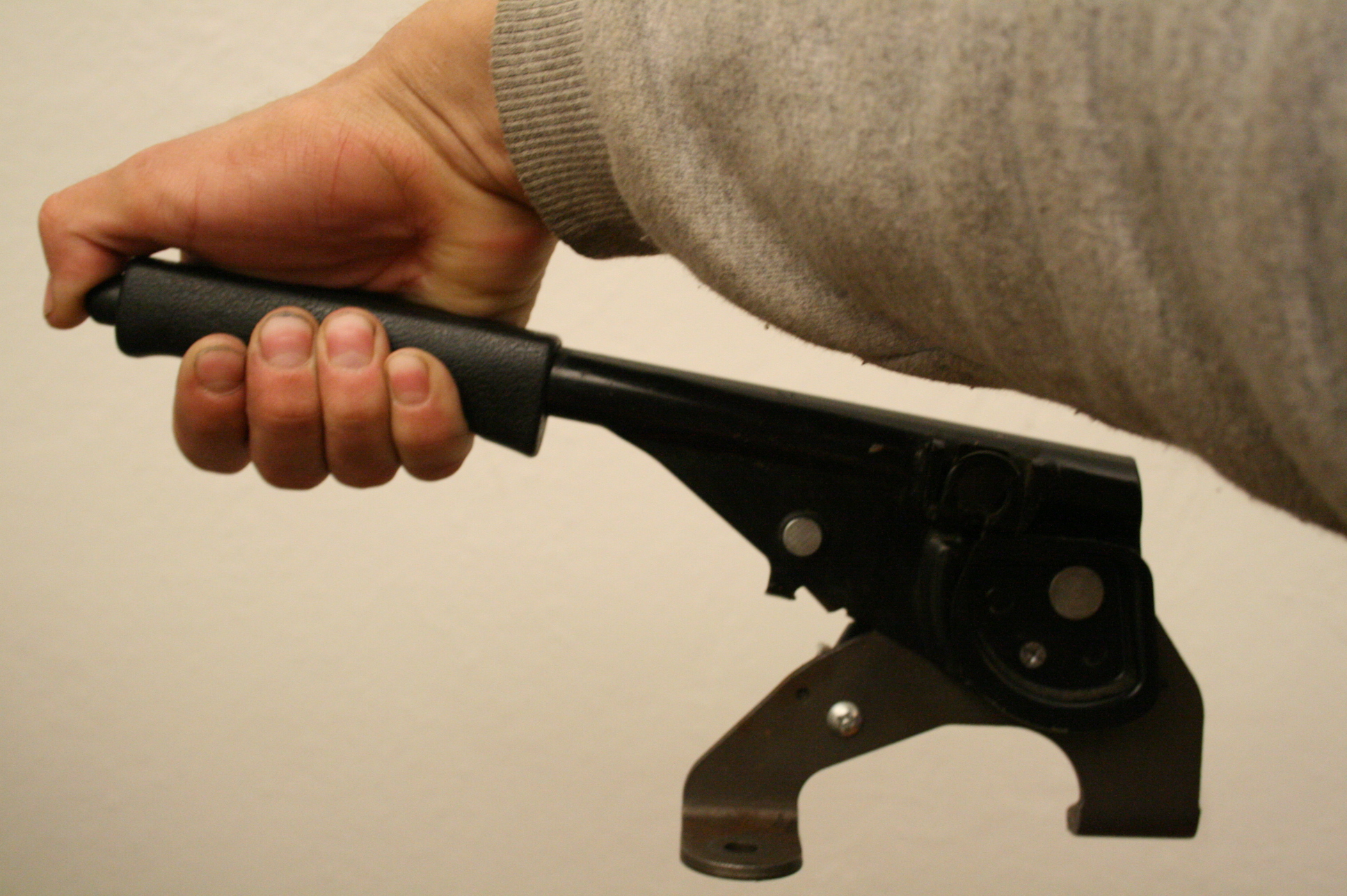
مكابح اليد

مكابح اليد أو فرامل اليد وتستخدم للحفاظ على ثبات السيارة. وفي كثير من الحالات وتستخدم أيضاً لإجراء التوقف في حالات الطوارئ.
تكون مكابح اليد غالباً خلف ناقل الحركة، مقبض سحب مستقيم يقع بالقرب من المقود
الاستخدام الأكثر شيوعاً لمكابح اليد عندما تكون السيارة متوقفة ليحفظ على ثباتها.